# Symmorphus yananensis
Symmorphus yananensis är en stekelart som beskrevs av Gusenleitner 2002. Symmorphus yananensis ingår i släktet vedgetingar, och familjen Eumenidae. Inga underarter finns listade i Catalogue of Life.